# Yantarni
Der Yantarni ist ein Schichtvulkan der Aleutenkette, 625 km südwestlich von Anchorage.
Der 1336 m hohe Vulkan befindet sich auf der Alaska-Halbinsel 17,8 km westsüdwestlich des aktiven Vulkans Mount Chiginagak. Es sind keine Ausbrüche aus historischer Zeit dokumentiert. Der abgelegene und aufgrund seiner niedrigen Höhe unauffällige Berg wurde erst im Janr 1979 als ein erloschener Vulkan identifiziert. Der Yantarni besitzt einen zentralen Lavadom aus dem Holozän. An den Hängen des Yantarni befinden sich andesitische Lavaströme und darüber liegende dazitische Ascheablagerungen.
Der Yantarni Creek fließt vom Westhang des Vulkans in einem Bogen zur südlich gelegenen Yantarni Bay. Der Mother Goose Lake befindet sich 20 km nördlich des Vulkans.